# Retaule de l'Epifania
|  | Per a altres significats, vegeu «Retaule de l'Epifania (Huguet)». |

El retaule de l'Epifania és una pintura al tremp i oli sobre taula obra de Joan Reixac realitzada el 1469 per a la convent de monges agustines de Rubiols de Mora (província de Terol). Actualment es conserva al Museu Nacional d'Art de Catalunya. Va ser finançat per Guillem Joan «de la família dels Joans».